# Radosław Rzeszotek
Radosław Rzeszotek (ur. 12 lipca 1974) – reportażysta, podróżnik, wydawca, historyk, nauczyciel akademicki.

## Kariera dziennikarska
Debiutował na łamach Gazety Pomorskiej w 1991 roku. Od 1993 współpracował ze Sztandarem Młodych, miesięcznikiem Claudia, rzeszowskimi "Nowinami", miesięcznikiem H2O. W 1995 roku rozpoczął pracę w Ilustrowanym Kurierze Polskim w Bydgoszczy a następnie w toruńskich Nowościach i Expressie Bydgoskim.
W latach 1996–2010 był autorem korespondencji międzynarodowych. Relacjonował pogrzeb księżnej Diany w Londynie w 1997 roku, trzęsienie ziemi w Turcji w 1999. Odbył szereg reporterskich wyjazdów do Rosji, na Białoruś, na Ukrainę, a także do Rumunii i Norwegii. Od 2012 roku jest redaktorem naczelnym bezpłatnego dwutygodnika Poza Toruń. Od 2013 r. piastuje to samo stanowisko w dwutygodnikach Poza Bydgoszcz oraz Tylko Toruń.

## Wyprawa do Workuty
W 2011 roku był pomysłodawcą i organizatorem wyprawy do Workuty, która była pierwszym przejazdem kołowym z Europy Środkowej do najdalej wysuniętego na Wschód miasta Europy. Dostarczona została tam tablica upamiętniająca śmierć zesłańców z Polski i Litwy. Wyprawę objął patronatem m.in. Senat Rzeczypospolitej Polskiej.

## Publikacje
- Głupcy wierzą w poranek, Wydawnictwo Adam Marszałek, 2000[4]
- Tyle pięknych dziewczyn, Wydawnictwo Adam Marszałek, 2004
- Dziś kończymy rewolucję, Wydawnictwo Navigare, 2004 – współautor
- Pogoń za Litwą, Państwowy Instytut Wydawniczy, 2010 – współautor[5]